# Oleg Nikolajewitsch Jefremow

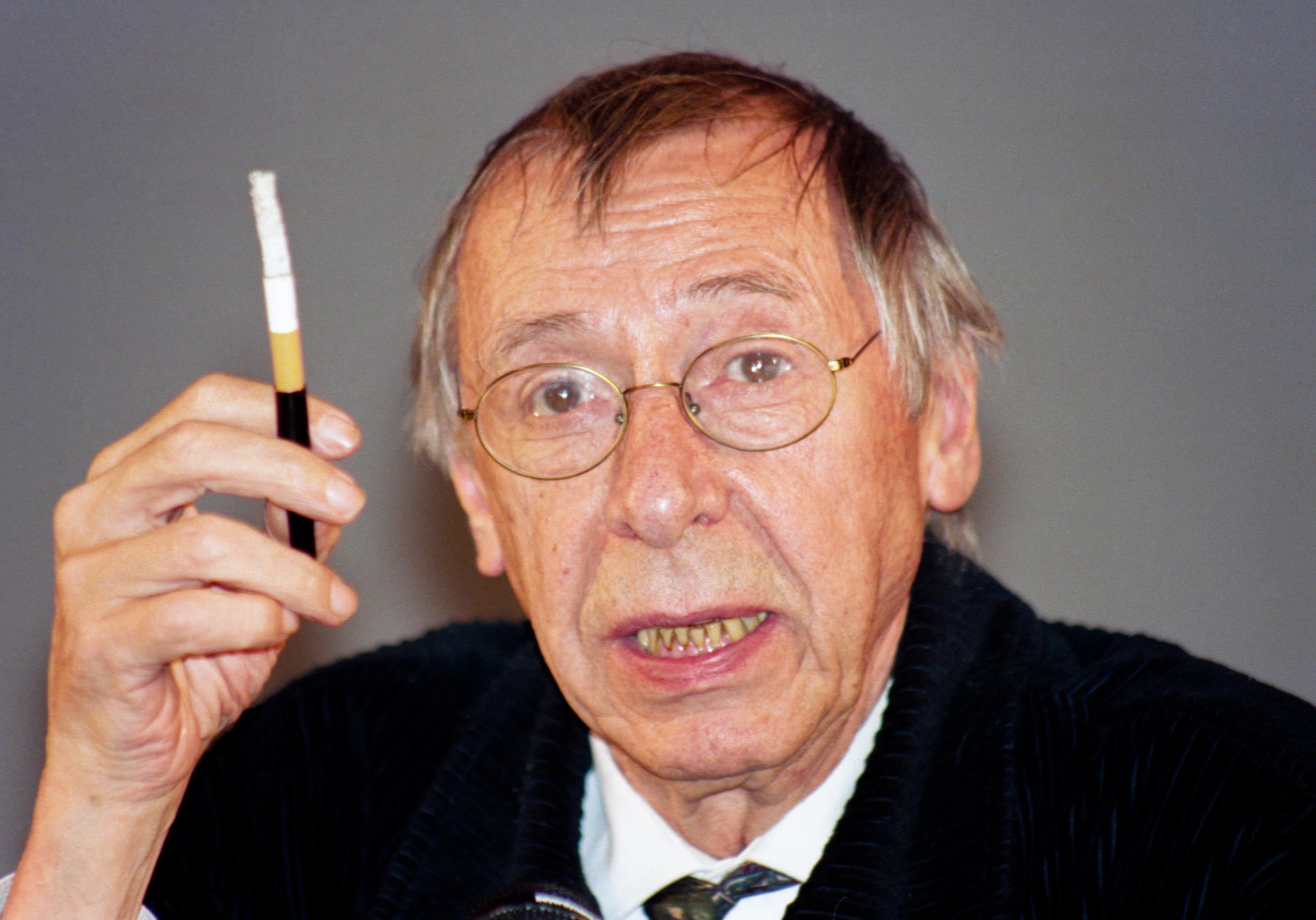
Oleg Nikolajewitsch Jefremow

Oleg Nikolajewitsch Jefremow (russisch Олег Николаевич Ефремов; * 1. Oktober 1927 in Moskau; † 24. Mai 2000 ebenda) war ein russischer Schauspieler und Theaterregisseur.

## Leben
Nachdem er 1949 die Theaterschule beim MchAT absolviert hatte, arbeitete Jefremow am Zentralen Kindertheater in Moskau. 1956 gründete er zusammen mit Galina Woltschek, Igor Kwascha, Jewgeni Jewstignejew, Oleg Tabakow, Lilija Tolmatschowa und Wiktor Sergatschow das Sowremennik-Theater, dessen künstlerischer Leiter er wurde. Er blieb dort bis 1970, als er in gleicher Funktion ans MchAT berufen wurde. Zusammen mit ihm verließ auch ein Teil des Ensembles das Sowremennik-Theater. 1987 zerfiel das Theater-Ensemble des MchAT. Ein Teil des Ensembles blieb unter der Leitung Jefremows (1989 wurde sein Theater nach Tschechow benannt), ein anderer Teil gründete das Gorki-Kunsttheater, dessen Leitung Tatjana Doronina übernahm. Jefremow leitete das Theater bis zu seinem Tode, dann folgte ihm Oleg Tabakow nach.
Jefremow war auch als Filmschauspieler bekannt. Sein Leinwanddebüt hatte er 1956 mit Perwy eschelon von Michail Kalatosow. Mit tiefem psychologischem Einfühlungsvermögen verkörperte er offenherzige humor- und gefühlvolle Filmfiguren. Zu seinen bemerkenswertesten Rollen gehören der Panzersoldat Iwanow in Alexander Stolpers Die Lebenden und die Toten (1964), der Untersuchungsrichter Podberesowikow in Eldar Rjasanows Vorsicht, Autodieb! (1966), der Dolochow in Sergei Bondartschuks Krieg und Frieden (1966–1967) und der Künstler Fjodor in Alexander Mittas Leuchte, mein Stern, leuchte (1970). In Joachim Kunerts DDR-Fernsehfilm Das Verhör (1977) spielte Jefremow den sowjetischen Leutnant Komarow. Bei mindestens zwei Filmen war er Co-Regisseur.
Oleg Jefremow war zweimal verheiratet. Sein Sohn Michail Jefremow aus der Ehe mit  Alla Pokrowskaja wurde ebenfalls Schauspieler.

## Auszeichnungen
1969 wurde er als Volkskünstler der RSFSR, 1976 als Volkskünstler der UdSSR und 1987 als Held der sozialistischen Arbeit ausgezeichnet. Ferner erhielt er den Leninorden, den Orden des Roten Banners der Arbeit, den Orden der Völkerfreundschaft und den Verdienstorden für das Vaterland 3. Klasse. Dreimal wurde ihm der Staatspreis der UdSSR, zweimal der Staatspreis der Russischen Föderation verliehen.

## Filmographie (Auswahl)
- 1957: Erzählungen über Lenin (Рассказы о Ленине)
- 1958: Das Geschenk des Zigeuners (Трудное счастье)
- 1962: Ungestüme Reise (Мой младший брат)
- 1964: Die Lebenden und die Toten (Живые и мёртвые)
- 1964: Helden der Tscheka (Сотрудник ЧК)
- 1966: Vorsicht, Autodieb! (Берегись автомобиля)
- 1966–1967: Krieg und Frieden (Война и мир)
- 1967: Nochmals über die Liebe (Ещё раз про любовь)
- 1968: Begegnung mit der Zärtlichkeit (Три тополя на Плющихе)
- 1969: Das Geheimnis des Zauberers (Король-олень)
- 1970: Leuchte, mein Stern, leuchte (Гори, гори, моя звезда)
- 1970: Die Flucht (Бег)
- 1971: Alle königlichen Heerscharen (Вся королевская рать)
- 1971: Das Ereignis mit Polinin (Случай с Полыниным)
- 1972: Nurkins Leben (Нюркина жизнь)
- 1973: Guten Tag und Lebewohl (Здравствуй и прощай)
- 1974: Moskau, meine Liebe (Москва, любовь моя)
- 1976: Die Tage des Chirurgen Mischkin (Дни хирурга Мишкина)
- 1977: Das Verhör
- 1979: Das offene Buch (Открытая книга)
- 1978: Wenn ich ein Riese wär’ (Когда я стану великаном)
- 1981: Ein Vater und seine drei Söhne (Было у отца три сына)
- 1981: Eines Tages nach zwanzig Jahren (Однажды двадцать лет спустя)
- 1982: Chauffeur für eine Fahrt (Шофёр на один рейс)
- 1983: Der Sündenbock (Инспектор ГАИ)
- 1984: Eine fremde Frau und der Mann unterm Bett (Чужая жена и муж под кроватью)
- 1985: Verweile, oh Zauber … (Продлись, продлись, очарованье...)
- 1985: Bataillone bitten um Feuerunterstützung (Батальоны просят огня)
- 1986: Vorsicht, Wassiljok! (Осторожно — Василёк)
- 1998: Aufsatz zum Tag des Sieges (Сочинение ко Дню Победы)